# Probethylus schwarzi
Espèce
Probethylus schwarzi est une espèce d'hyménoptères de la famille des Sclerogibbidae.

## Distribution
Cette espèce se rencontre principalement en Amérique du Sud et dans les États du sud des États-Unis.

## Référence
- (en) Michael S. Engel et David A. Grimaldi, « The First Cretaceous Sclerogibbid Wasp (Hymenoptera: Sclerogibbidae) », American Museum Novitates, American Museum of Natural History, no 3515,‎ 17 mai 2006, p. 7 (ISSN 0003-0082, lire en ligne)